# الانباط
الانباط (عربی: الأنباط) یک روزنامه اردنی، روزانه و مستقل است، که در یک قطع متوسط منتشر می‌شود.
این روزنامه توسط شرکت الانباط «باشگاه روزنامه‌نگاری و رسانه‌ایی» منتشر شده و توسط شرکت «الاجنحه» توزیع می‌شود.
این روزنامه در اردن از سال ۲۰۰۵ شروع به انتشار کرده‌است و رئیس تحریر آن دکتر «ریاض الحروب» می‌باشد.
این روزنامه روزانه سیاسی به ۲۸ صفحه شروع کرد و توسط ریاض الروب و همسرش روال الروب تأسیس شد.